# Státní rostlinolékařská správa
Státní rostlinolékařská správa (ve zkratce SRS, anglicky State Phytosanitary Administration) byl státní správní úřad rostlinolékařské péče, zřízený Ministerstvem zemědělství, který působil na území České republiky.
Státní rostlinolékařská správa byla zřízena v roce 1996, od roku 2014 byla sloučena s Ústředním kontrolním a zkušebním ústavem zemědělským.

## Činnosti
Státní rostlinolékařská správa působila v oblasti ochrany rostlin a rostlinných produktů.
- prováděla na území České republiky průzkum výskytu regulovaných (karanténních) škodlivých organismů rostlin,
- rozhodovala o povolování přípravků na ochranu rostlin a dalších prostředků pro jejich uvedení na trh a používání,
- prováděla na základě žádosti vývozců rostlin, rostlinných produktů a jiných předmětů vývozní rostlinolékařská šetření a vystavovala rostlinolékařská osvědčení,
- prováděla laboratorní i terénní diagnostiku původců chorob, škůdců a dalších možných příčin poškození rostlin,
- nařizovala mimořádná rostlinolékařská opatření při zjištění výskytu regulovaných (karanténních) škodlivých organismů, které je zakázáno zavlékat a šířit na území České republiky, a rozhodovala o poskytnutí náhrady nákladů a ztrát dotčeným povinným osobám.
Od roku 2014 všechny uvedené kompetence převzal ÚKZÚZ.